# Свердловский район (Красноярск)

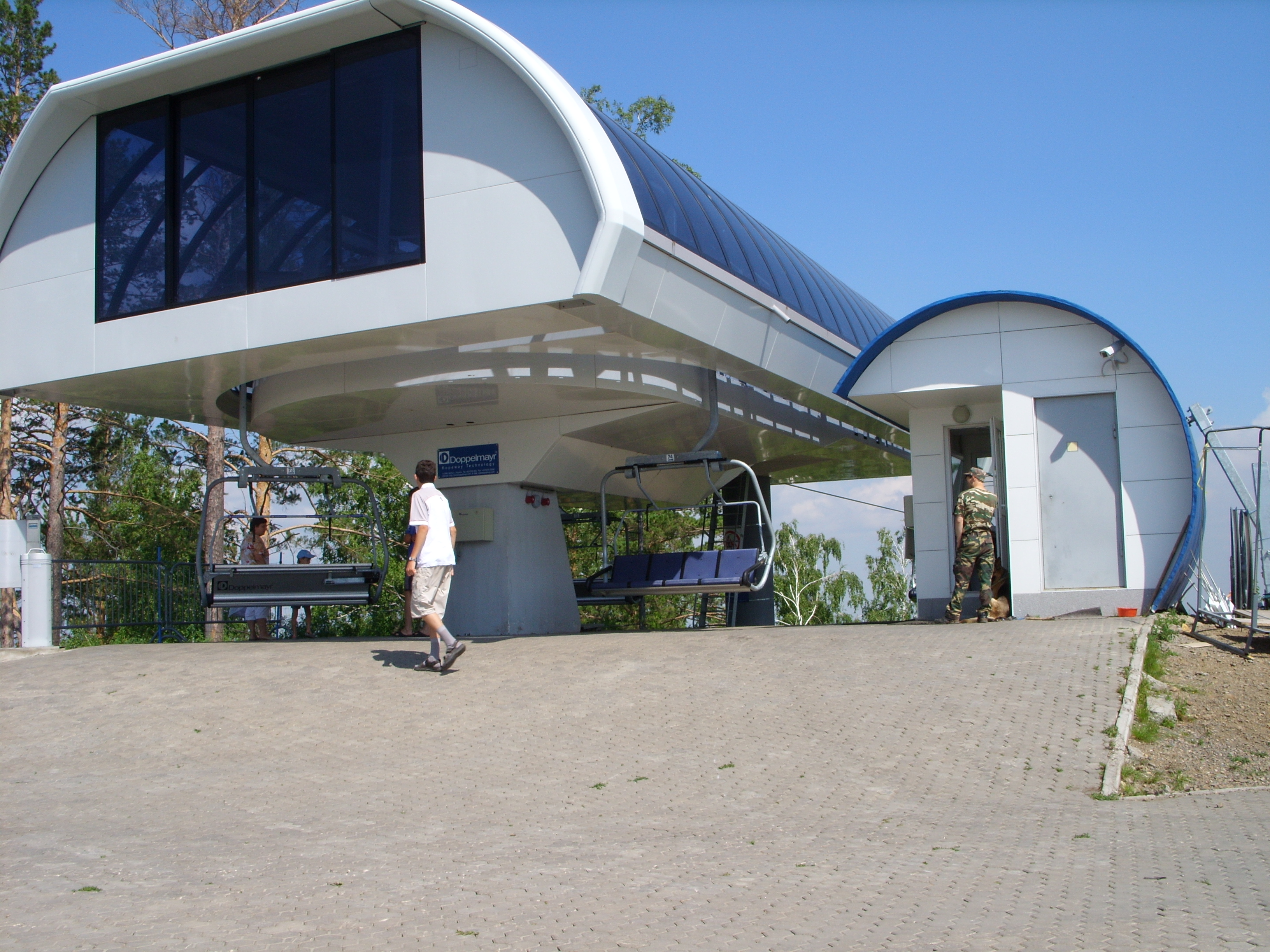
Парк «Бобровый лог»

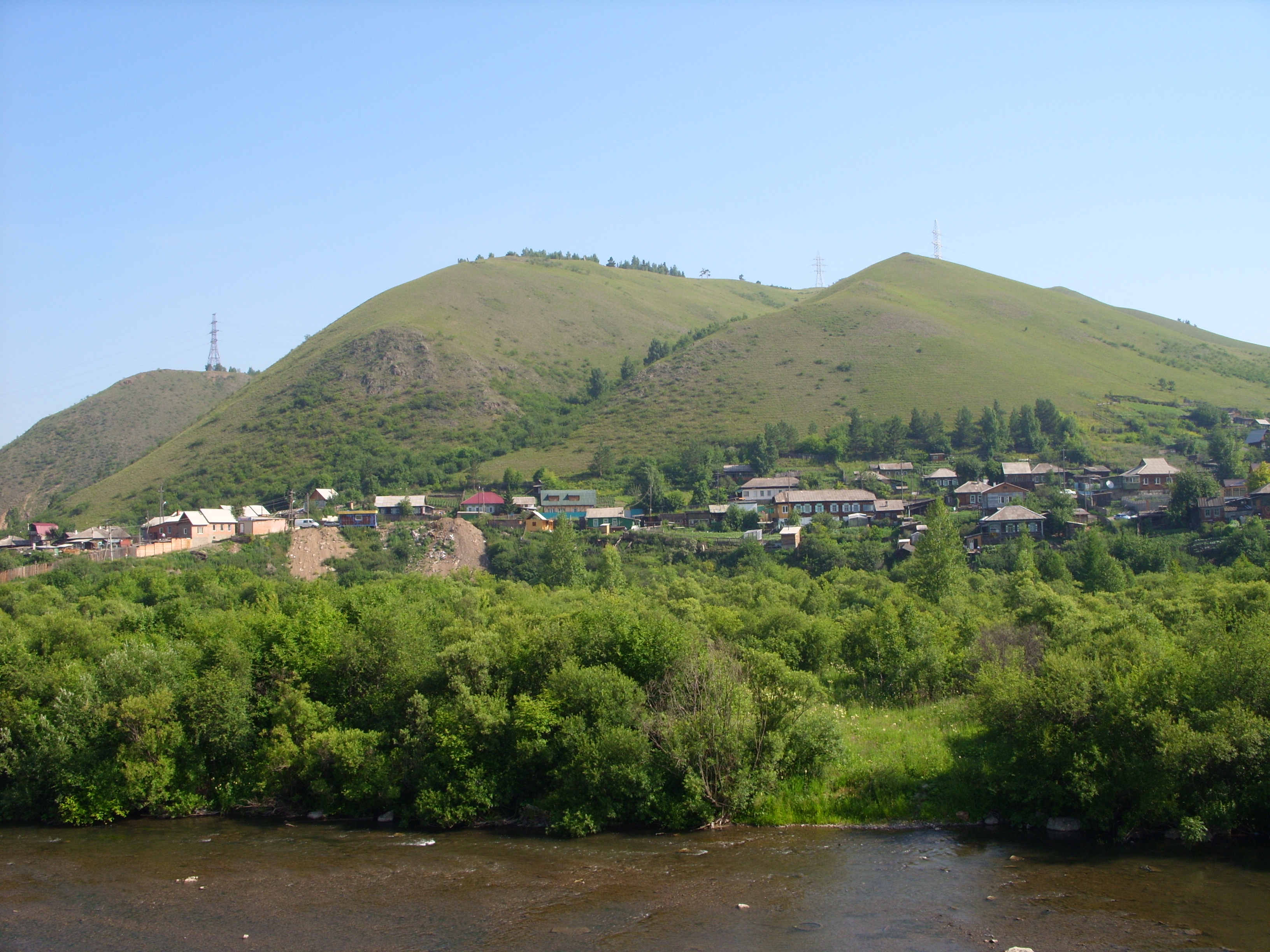
Гора Вышка, мкр Базаиха

Свердло́вский райо́н — один из районов Красноярска, на его правобережье относительно реки Енисей.
Район был образован Указом Верховного Совета РСФСР 23 марта 1977 года за счет территории Кировского района.
Протяжённость района с запада на восток 19,0 км, с севера на юг 3.8 км, территория 72 кв. км.
Глава администрации района — Дягилев Алексей Михайлович (с 2020 года).
В Свердловском районе соседствуют крупные промышленные предприятия и зелёные пейзажи. Национальный парк «Красноярские Столбы», парк флоры и фауны «Роев ручей», фанпарк «Бобровый лог», ботанический сад им. В.Крутовского — гордость и визитная карточка не только города, но и края.

## История

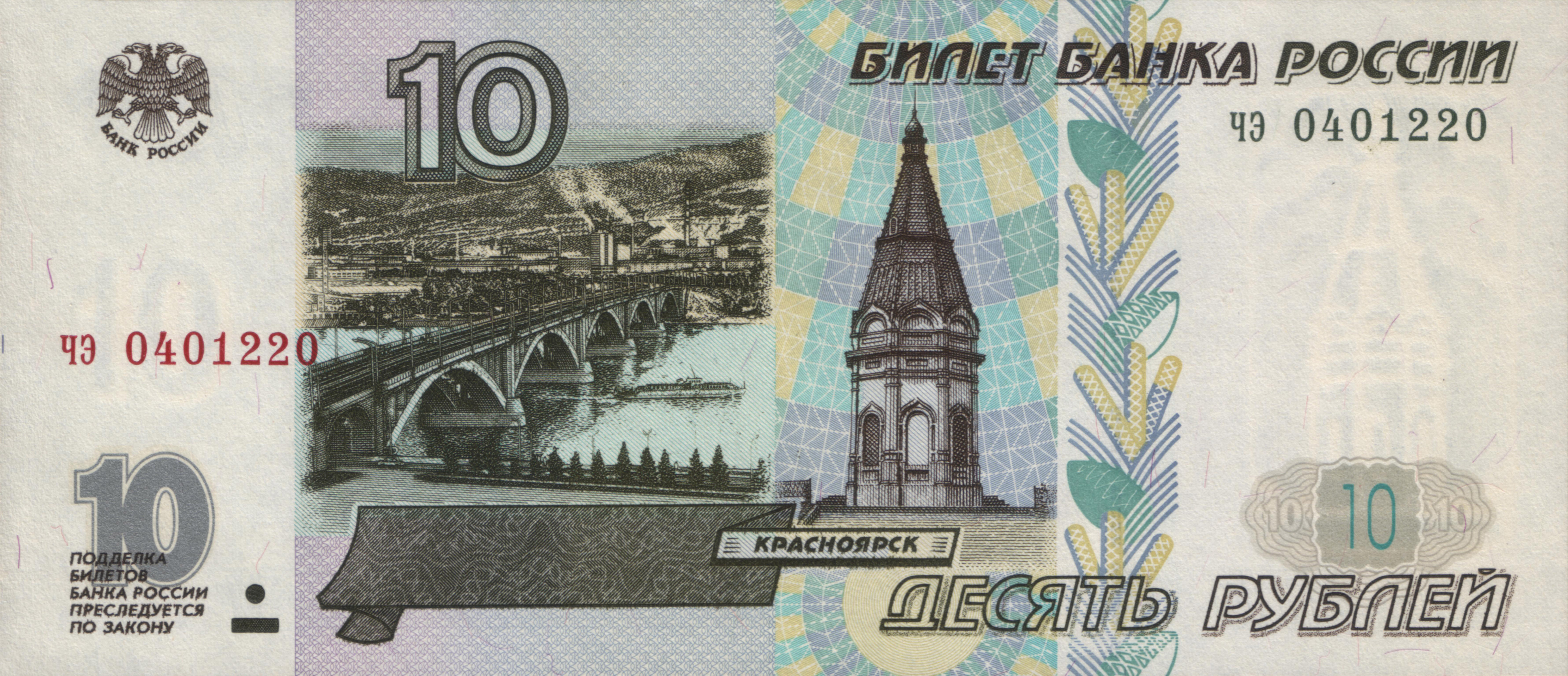
Лицевая сторона десятирублёвой банкноты с изображением Коммунального моста. На заднем плане — территория Свердловского района. Самое высокое здание — гостиница «АМАКС» на Предмостной площади.

Напротив Острога, основанного в 1628 году, на правой стороне Енисея жили кочевые племена. К середине 1600-х гг. на правобережье появились первые казачьи заимки, а затем и станицы Лобинская, Торгашинская, Базаихская.
C середины 1700-х гг. через правобережье проложили Московский тракт и организовали паромную переправу.
В конце XIX века на правом берегу Енисея были заложены две деревни: в 1885 году Базаиха, а в 1893 году Торгашино.
Великий Сибирский путь открыл новые возможности. На стыке двух веков по первому железнодорожному мосту через Енисей было открыто движение поездов в Красноярске. Началось интенсивное освоение территории правобережья.
- В 1909 году основали Затон казённого пароходства. Одним из первых постановлений губернского исполнительного комитета Затон и весь флот Енисея были национализированы.
- 1925-й год можно считать началом промышленного освоения территории правобережья, где строится деревообрабатывающий комбинат, три лесопилки, Затон, хлебопекарня.
- В 40-х годах на территории правобережья действовало уже 11 промышленных предприятий, среди них «Красмаш», «Судостроительный завод», «Судоремонтный завод», Лесопильные заводы, Деревообрабатывающие комбинаты, Кирпичные заводы, Известковая, Графитовая фабрики, пять артелей, пять строительных организаций.
- В 1942 году начали выпускать продукцию Гидролизный, Цементный, Аффинажный заводы, дала ток КрасТЭЦ.
- В феврале 1945 года коллектив завода «Сибтяжмаш» поздравили с окончанием строительства и вводом в эксплуатацию первой очереди завода.
- 50-е годы стали венцом промышленной инфраструктуры и началом формирования социокультурной среды правобережья, где существовало два административных района Кировский и Ленинский.

К 1977 году население Кировского района увеличилось до 250000 человек в связи с новостройками на Правобережье и переселением в новые жилые дома горожан левобережной части Красноярска. Район стал громоздким. Краевой совет народных депутатов трудящихся направил ходатайство в Верховный Совет РСФСР о разукрупнении Кировского района.
- 23 марта 1977 года вышел Указ об образовании Свердловского района — третьего правобережного района г.Красноярска. Этот день стал новой точкой отсчета социально — экономической жизни Свердловского района.[3]

## География
Расположен на правом берегу Енисея, растянувшись относительно узкой полосой вдоль реки. Граничит с Кировским районом. Получил первоначальное развитие при строительстве Транссибирской магистрали (построенный через Енисей железнодорожный мост с левого берега реки вёл на территорию будущего Свердловского района).
В последующем при строительстве Красноярской ГЭС в сторону Дивногорска по территории района также была проложена железная дорога вдоль берега Енисея и через реки Базаиху и Лалетино. Со стороны Свердловского района осуществляется выезд и въезд в город автотранспорта по автомобильной дороге Р-257 «Енисей», в том числе транспорта, следующего из Дивногорска, южных районов края, Хакасии и Тувы.
Район благоустраивается и хорошеет. Здесь, между подножьем гор и красавцем Енисеем, сама природа дает шанс создать великолепные туристические комплексы, построить оригинальное элитное жилье.
Реки протекающие через район:
- Базаиха
- Лалетино
- Паниковка

## Население
| 1970     | 1979     | 1989     | 2002     | 2009     | 2010     | 2013     |
| -------- | -------- | -------- | -------- | -------- | -------- | -------- |
| 110 857  | ↗130 574 | ↗143 390 | ↘130 518 | ↗134 743 | ↘130 596 | ↗136 326 |
| 2014     | 2015     | 2016     | 2017     | 2021     |          |          |
| ↗138 266 | ↗139 792 | ↗140 068 | ↗141 993 | ↗163 470 |          |          |

## Экономика
За годы своего существования Свердловский район внес существенный вклад в развитие экономики города Красноярска. На его территории действует свыше 40 крупных предприятий и организаций такие как:
- ЗАО "Фирма «Культбытстрой»,
- филиал ОАО "Пивоваренная компания «Балтика» — «Балтика-Пикра»,
- ООО "Комбинат «Волна»,
- ЗАО «Сибирская стекольная компания»,
- ООО «Интерра»,
- Красноярская ТЭЦ-2 ОАО «Красноярская генерация»,
- ООО «Красноярский цемент»,
- ООО «Красфарма».
- МП г.Красноярска "КПАТП" №7

Благодаря реализации разработанных программ, применению уникальных технологий предприятия увеличивают объёмы производства.
Среди тех, кто оставил о себе добрую память руководители судостроительного завода Псомиади Н. А., шелкового комбината Озерова Н. Д., завода медпрепаратов Позмогов Л. Н., химико-металлургического завода Ворогушин Г. А., комбината асбоцементных изделий Фирюлин В. В., мостоотряда № 7 Виноградов С. Н., треста «Строймеханизация» Кузубов Ю. Ф., ВНИИстройдормаша Суховский А. Б., судоверфи Рузанкин Ю. В., ТЭЦ-2 Шлегель А. Э.

## Развитие
Выстроен микрорайон Пашенный, появился новый облик улиц Матросова, Свердловской, 60 лет Октября, проспекта имени газеты «Красноярский рабочий». На Предмостной площади установлен красивейший архитектурный фонтан «Похищение Европы». Открыта памятная стела Александру Матросову и сквер. Реализуется программа по сносу ветхого жилья.
Начата застройка микрорайонов Южный берег, Утиный плес, Белые росы, Тихие зори, поселка Водников. Предмостную площадь ожидает масштабная реконструкция с трехуровневой транспортной развязкой. Строительство объездной дороги через остров Отдыха на Пашенный решило часть транспортных проблем. Построены 3 новых моста через реку Базаиху.
В пос. Лалетино и Базаиха появилась городская питьевая вода.
Сдана в эксплуатацию суперсовременная подстанция скорой медицинской помощи, детская молочная кухня. Открыта новая поликлиника в мкр Пашенный.

## Культура Свердловского района
На территории района находится:

### Развлекательные заведения
- Красноярский государственный цирк,
- Эпицентр, кинотеатр,

### Библиотеки
- Детская библиотека им. В. Ю. Драгунского, проспект газеты «Красноярский Рабочий»,115а
- Детская библиотека им. А. С. Грина, ул. Семафорная, 251
- Библиотека им. Каверина, ул. Семафорная, 251
- Красноярская краевая специальная библиотека — центр социокультурной реабилитации инвалидов по зрению, ул. Свердловская, 53а
- Детская библиотека имени Гены Щукина, ул.60 лет Октября,22
- Библиотека имени И.Тургенева, пер. Медицинский,16а.

## Достопримечательности
- Ботанический сад В.Крутовского. Расположен: ул. Свердловская, 140
- Железнодорожный мост через реку Енисей

### Места отдыха

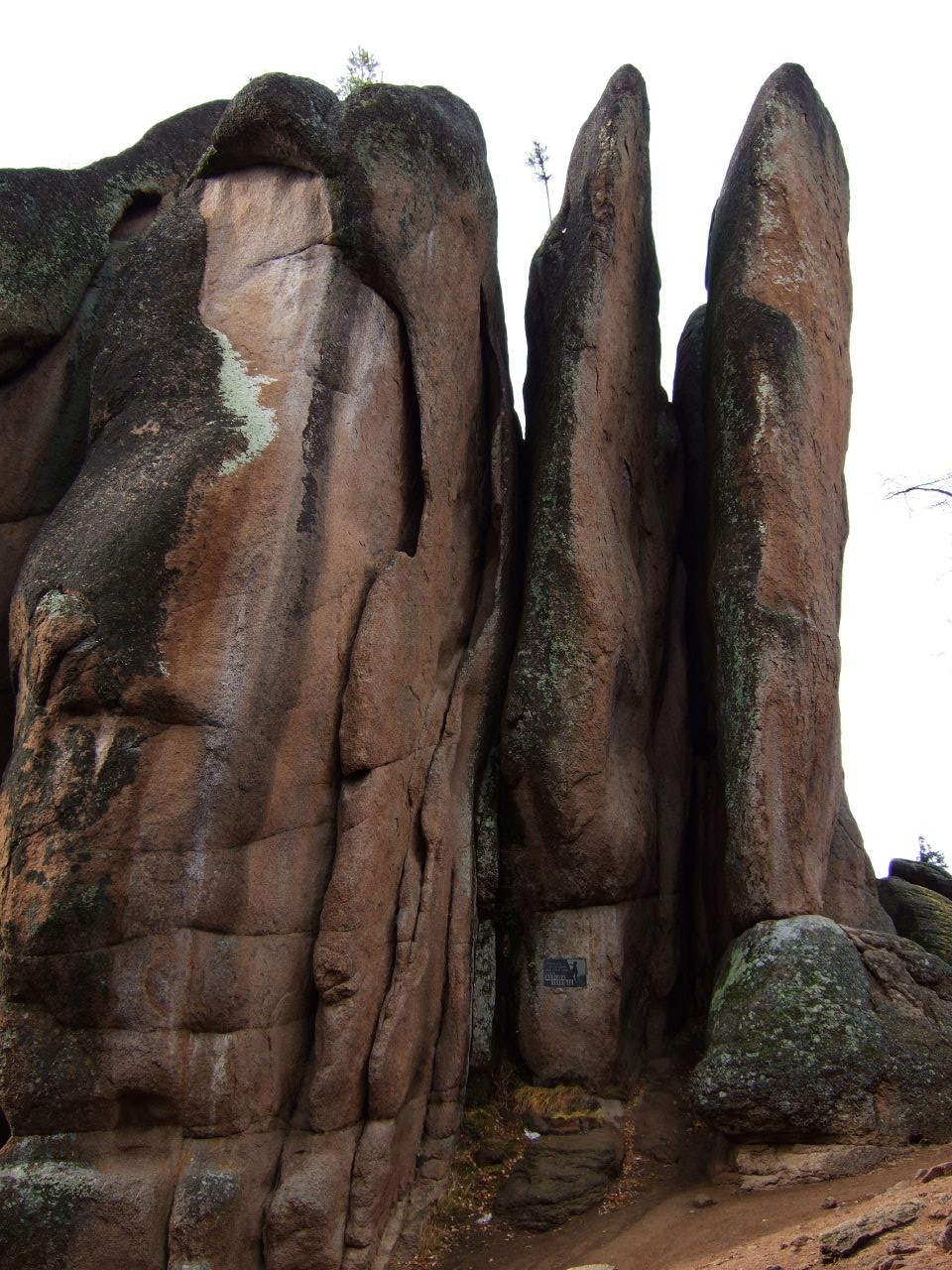
Скала «Перья»

- Государственный природный заповедник «Столбы», ул. Карьерная,26а
- Парк флоры и фауны «Роев ручей», ул. Свердловская, 293
- Фан-парк «Бобровый лог», ул. Сибирская,92.

Все 3 объекта находится на выезде из города по трассе М54

### Памятники
- Памятник Якову Михайловичу Свердлову. Расположен на площади им. Я. М. Свердлова перед администрацией района (ул. 60 лет Октября, 46)
- Стела «Памяти погибших во время Великой Отечественной войны». Расположена недалеко от администрации района.
- Памятник Александру Матросову. Установлен на ул. Матросова.
- Скульптура «Похищение Европы». Расположена на Предмостная площадь, созданной при строительстве Коммунального моста через Енисей.
- Памятник Елене Крутовской к 90-летию (дерево). Расположен в Красноярском заповеднике «Столбы» на кордоне.
- Памятник Столбистам. Расположен: ул. Свердловская, 271.
- Скульптурная композиция «Кандальный путь». Расположен в конце проспекта имени газеты «Красноярский рабочий».
- Скульптура «Мастер-мебельщик». Расположен: пр. им. газеты Красноярский рабочий, 160
- Скульптура «Клоун». Расположен: площадь перед цирком.
- Памятник Сурикову В. И. Расположен: площадь перед Красноярским художественным училищем им. В. И.Сурикова, Свердловская,5

### Мемориальные доски
- Мемориальная доска Ю. Ф. Кузубову. Расположена: трест «Строймеханизация».
- Памятный камень Прасковьи Торгашиной «Прасковьин камень». Расположен: ул. 1-я Депутатская, Торгашино
- Мемориальная доска А.Гладкову. Расположена: ул. Матросова, 4[11]

## Религия
В микрорайоне Базаиха расположен храм трёх святителей, ул. Свердловская,30